# Eleccions al Parlament Escocès de 2011
El dijous 5 de maig de 2011 se celebraren els comicis per escollir el 129 nous membres del Parlament Escocès.
Els resultats signifiquen la formació del primer govern en majoria al parlament de Holyrood des del retorn del parlament el 1997. És un fet rellevant atès el sistema mixt per a escollir els membres del parlament (73 escollits per districte electoral o constituency pel sistema d'escrutini uninominal majoritari i 56 més pels vuit grans districtes/regions electorals de manera proporcional), creat especialment per evitar governs en majoria així com per garantir resultats proporcionals a Escòcia. Aquell dia el Partit Nacional Escocès fa historia i obté 69 escons, els seus millors resultats tant al parlament de Holyrood com al de Westminster, i Alex Salmond és escollit de nou Primer Ministre.
El SNP tomba encara més contesa a favor seu i arrabassa trenta-dos districtes electorals als seus contrincants; vint dels quals al Partit Laborista Escocès, uns altres nou als Liberal Demòcrates i un districte als conservadors. En conseqüència el SNP controla 53 dels 73 districtes electorals.
Els laboristes sofreixen una dolorosa derrota difícil de pair; obtenen els pitjors resultats en unes eleccions a Escòcia des del 1931. Els laboristes perden importants masses de votants a la «cintura central» (central belt) o als Central Lowlands, regió tradicionalment obrera i de vot laborista, i llur cal obtenir vots pel sistema proporcional per obtenir almenys uns representants al parlament. No obstant la desfeta es mantenen com el principal partit a l'oposició. En veure els resultats, el seu líder, Iain Gray anuncia la seva dimissió.
Els liberals reben un cop encara més dur; perden la meitat de la seva base i electoral i llur representació parlamentària es divideix per tres: de 17 a 5 escons. Tavish Scott és ja el segon líder de partit en dimitir en aquestes eleccions poc després de conèixer-se'n els resultats.
El tercer partit tocat són els conservadors; la seva intenció de vot baixa lleugerament i perden cinc escons; no obstant la lleugera baixada la presidenta del partit, Annabel Goldie també anuncia que dimitirà.
S'organitzen fins a tres debats televisius amb els quatre principals candidats (els verds no són convidats) els dies 29 de març i el 3 de maig a la STV i l'1 de maig a la BBC Scotland. El dia de les eleccions es transmeten en directe els resultats minut a minut a la BBC Scotland així com per la STV.
El mateix dia de les eleccions se celebraven arreu del Regne Unit les eleccions a les assemblees de Gal·les, Irlanda del Nord i les eleccions locals a Anglaterra a més del referèndum celebrat arreu del Regne Unit per triar el nou sistema de vot. Era la quarta vegada que els escocesos podien votar al parlament reinstaurat el 1997.

## Data
Segons la Lei d'Escòcia de 1998, s'havia de celebrar unes eleccions quatre anys després de les del 2007, concretament el primer dijous del maig de l'any de les eleccions.
Les properes eleccions locals a Escòcia es duran a terme el proper 2012 en comptes del 2011 car el 2007, en coincidir les eleccions locals i les parlamentaries, van haver un gran nombre de problemes i confusions generant-se un gran nombre de vots nuls. D'altra banda aquesta resolució es contradigué amb el fet que el mateix 5 de maig se celebrà el referèndum del vot alternatiu. El diputat laborista escocès Ian Davidson mantingué una ferma negativa a la coincidència de les dues votacions.
En Michael Moore, el secretari Escocès es mostrà partidari de mantenir les eleccions el mateix dia, en objectar que si el referèndum se celebrés un altre dia costaria 17 milions de lliures més.
Qualsevol ciutadà britànic, irlandès, de la Commonwealth i de la Unió Europea que visqués a Escòcia i que tingués 18 o més anys tenia el dret de votar. El terme establert per registrar el vot era el dissabte
 5 d'abril de 2011, encara que qualsevol persona que es volgués registrar com a votant anònim ho pogué fer fins al dimarts vint-i-sis d'abril de 2011.

## Canvi dels límits de les circumscripcions electorals
La taula que es mostra a continuació indica els escons obtinguts per cada partit (de manera nocional) a les pasades eleccions de 2007 segons els canvis introduïts. Els conservadors són els més afavorits amb tres escons de més, essent el Labour qui en perd més.
| Partit           | Escons per les circumscripcions electorals | Escons per les 8 regions | Escons totals | Canvi d'escons |
| ---------------- | ------------------------------------------ | ------------------------ | ------------- | -------------- |
| SNP              | 21                                         | 25                       | 46            | –1             |
| Labour           | 35                                         | 9                        | 44            | –2             |
| Conservative     | 6                                          | 14                       | 20            | +3             |
| Liberal Democrat | 11                                         | 6                        | 17            | +1             |
| Scottish Green   | 0                                          | 1                        | 1             | –1             |

## Sistema electoral, regions i escons
El nombre final de parlamentaris (MSPs) puja fins als 129.
La Comissió de demarcació electoral comunica el 3 de juliol de 2007 la intenció de fer la primera revisió periòdica de les Regions i Circumscripcions electorals Escoceses. El 2009 publica el seu estudi preliminar per la revisió de les demarcacions electorals.
El Parlament Escocès utilitza un sistema de membres addicional, esbossat per tal de produir una aproximada representació al parlament per cada una de les 8 regions electorals, cadascuna de les quals es troba subdividida en circumscripcions o "constituencies" més petites.
Hi ha un total de 73 "constituencies" o circumscripcions electorals. Cada circumscripció escull un membre del parlament (MSP) pel sistema de majoria relativa (el primer a arribar a la fita; un únic representant per "constituencies" que és el més votat). A més cada regió escull set diputats addicionals per al parlament fent servir un sistema de membres addicional. S'empra una variant de la regla D'Hondt per, amb els resultats de les circumscripcions electorals (constituencies) a la mà, calcular quins membres addicionals de cada partit aportarà cada regió al parlament.
Les circumscripcions electorals del Parlament Escocès no corresponen amb les circumscripcions a Westminster des de les generals del 2005, quan les antigues 72 circumscripcions electorals a Westminster se substituïren per 59 de noves; moltes d'elles més grans.
A més, la comissió de la divisió territorial també recomana canvis en les regions electorals que escullen els escons de llistes pel parlament Escocès (el segon tipus de vot; el proporcional). Ací dessota podeu veure les recomanacions i esmenes: 
- Glasgow. La regió electoral es crea unint els escons de Glasgow per Anniesland, Cathcart, Kelvin, Maryhill and Springburn, Pollok, Provan, Shettleston, Southside, i Rutherglen.
- Highlands and Islands. Regió electoral conformada per les noves circumscripcions de Argyll and Bute, Caithness Sutherland and Ross, Inverness and Nairn, Moray, Na h-Eileanan an Iar, Orkney Islands, Shetland Islands, i Skye Lochaber and Badenoch.
- West Scotland. Creada a partir de les circumscripcions de Clydebank and Milngavie, Cunninghame North, Cunninghame South, Dumbarton, Eastwood, Greenock and Inverclyde, Paisley, Renfrewshire North and West, Renfrewshire South, i Strathkelvin and Bearsden.
- Central Scotland. Formada a partir de la unió recomanada de Airdrie and Shotts, Coatbridge and Chryston, Cumbernauld and Kilsyth, East Kilbride, Falkirk East, Falkirk West, Hamilton Larkhall and Stonehouse, Motherwell and Wishaw, i Uddingston and Bellshill.
- Lothian. Creada a partir de les redibuixades circumscripcions d'Almond Valley, Edinburgh Central, Edinburgh Eastern, Edinburgh Northern and Leith, Edinburgh Pentlands, Edinburgh Southern, Edinburgh Western, Linlithgow, i Midlothian North and Musselburgh.
- Mid Scotland and Fife. Creada a partir de Clackmannanshire and Dunblane, Cowdenbeath, Dunfermline, Kirkcaldy, Mid Fife and Glenrothes, North East Fife, Perthshire North, Perthshire South and Kinross-shire, i Stirling.
- North East Scotland. Consisteix en les redissenyades circumscripcions per Aberdeen Central, Aberdeen Donside, Aberdeen South and North Kincardine, Aberdeenshire East, Aberdeenshire West, Angus North and Mearns, Angus South, Banffshire and Buchan Coast, Dundee City East, i Dundee City West
- South Scotland. Creada en unir les circumscripcions d'Ayr, Carrick Cumnock and Doon Valley, Clydesdale, Dumfriesshire, East Lothian, Ettrick Roxburgh and Berwickshire, Galloway and West Dumfries, Kilmarnock and Irvine Valley, i de Midlothian South, Tweedale and Lauderdale.

## Diputats sortints
| "Circumscripció electoral" (Constituency)      | MSP ixent           | Partit | Partit                      |
| ---------------------------------------------- | ------------------- | ------ | --------------------------- |
| Mid Scotland and Fife                          | Christopher Harvie  |        | Scottish National Party     |
| Argyll and Bute                                | Jim Mather          |        | Scottish National Party     |
| Lothians                                       | Ian McKee           |        | Scottish National Party     |
| South of Scotland                              | Alasdair Morgan     |        | Scottish National Party     |
| Angus                                          | Andrew Welsh        |        | Scottish National Party     |
| Paisley North                                  | Wendy Alexander     |        | Scottish Labour Party       |
| Midlothian                                     | Rhona Brankin       |        | Scottish Labour Party       |
| Glasgow Baillieston                            | Margaret Curran     |        | Scottish Labour Party       |
| West Renfrewshire                              | Trish Godman        |        | Scottish Labour Party       |
| Carrick, Cumnock and Doon Valley               | Cathy Jamieson      |        | Scottish Labour Party       |
| Lothians                                       | George Foulkes      |        | Scottish Labour Party       |
| Motherwell and Wishaw                          | Jack McConnell      |        | Scottish Labour Party       |
| North East Scotland (Circumscripció electoral) | Marlyn Glen         |        | Scottish Labour Party       |
| Highlands and Islands                          | Peter Peacock       |        | Scottish Labour Party       |
| Caithness, Sutherland and Easter Ross          | Jamie Stone         |        | Scottish Liberal Democrats  |
| Ross, Skye and Inverness West                  | John Farquhar Munro |        | Scottish Liberal Democrats  |
| Aberdeen South                                 | Nicol Stephen       |        | Scottish Liberal Democrats  |
| Glasgow                                        | Bill Aitken         |        | Scottish Conservative Party |
| Mid Scotland and Fife                          | Ted Brocklebank     |        | Scottish Conservative Party |
| Lothians                                       | Robin Harper        |        | Scottish Green Party        |

## Campanya
Quan el parlament es dissol el 22 de març de 2011 la campanya electoral comença tot seguit. Els Conservadors, només començar la campanya perden 3 dels seus candidats que es retiren: són en Malcolm McAskill per Glasgow, en Iain Whyte de Glasgow Maryhill & Springburn i en David Meikle de la Regió electoral de Glasgow. El candidat Liberal Demòcrata Hugh O'Donnell, que es presentà per la regió electoral de Central Scotland dimiteix el 27 de març, mostrant el seu enuig per la coalició dels Liberal Demòcrates amb els conservadors de David Cameron a Westminster.
El liberal demòcrata John Farquhar Munro mostrà públicament el seu suport a Alex Salmond, tot i que de fet en cap moment va fer campanya i declarà que no donava suport al SNP. El candidat Liberal Demòcrata per Clydesdale, en Jon Paton-Day, no pogué dipositar a temps els documents per a inscriure's com a candidat abans del venciment del termini, essent Clydesale l'única Circumscripció sense cap candidant Liberal Demòcrata. En Tavish Scott, el líder dels liberals demòcrates escocesos es va mostrar enutjat perquè el relacionen amb els conservadors (a Westminster formen un govern de coalició).
Els analistes consideraren que els guanyadors del debat emès per la STV el 29 de març foren els líders de l'SNP l'Alex Salmond i del Partit Conservador Annabel Goldie. Fins i tot la versió escocesa del diari Britànic The Sun surt en defensa d'un segon mandat de l'SNP, tot i que el diari no és conegut pel seu suport a la independència.
El líder laborista escocès Iain Gray, quan es trobava de campanya a l'estació central fou emboscat per un grup de manifestants contra les retallades prop d'un restaurant de menjar ràpid. Els mateixos manifestants havien encalçat la líder conservadora Annabel Goldie un mes abans. Ja el 27 d'abril, en Iain Gray com l'Alex Salmond es presentaren a la vegada en un supermercat de la cadena Asda, al poble d'Ardrossan, ambdós partits asseveraren que el líder contrari havia fugit davant l'altre per por a trobar-se.

## Promeses electorals
Els principals partits polítics es presentaren a les eleccions amb els següents programes electorals:

### Partit Nacional Escocès
- Congelar la Taxa del consell al llarg de la següent legislatura.
- Intentar generar el 100% de l'energia consumida a Escòcia mitjançant fonts d'energia renovables el 2020.
- Impulsar un referèndum per obtenir la independència.
- Continuar oferint matrícules universitàries gratuïtes pels estudiants escocesos.
- Mantenir un gran nombre de policies.

### Partit Laborista Escocès
- Introduir el salari mínim de vida considerat en 7,15 lliure per hora, començant pel sector públic
- Eliminar l'atur entre els joves i crear 250.000 llocs de treball pel 2020.
- 6 mesos de garjola per aquells que se'ls imputi haver portat ganivets.
- Congelar durant dos anys la Taxa del consell.
- Proposar de bell nou la connexió ferroviària entre l'estació central i l'Aeroport internacional de Glasgow cancel·lada el 2009.
- Continuar oferint matrícules univesritàries gratuïtes pels estudiants escocesos.

### Partit Conservador Escocès
- Congelar la taxa del consell durant el període 2012-2013.
- Reïntroduir el tiquet moderador per aquells medicaments amb recepta als nivells de l'any 2009(£5 per cada recepta).
- Construir noves plantes nuclears; ara bé cap d'elles en nous llocs.
- Introduir una taxa universitària variable, que en cap dels casos superés en més de 4.000 les lliure pagades per estudiannt i per any.
- Conjuminar serveis a la comunitat amb curtes estades a la presó.

### Liberal Demòcrates Escocesos
- Mantenir l'accés a la universitat gratuït pels estudiants escocesos.
- Intentar crear 100.000 llocs de feina privatitzant l'Scottish Water, cosa que deixaria lliures 1,5 bilions de lliures per invertir.
- Es mostra contrari a una policia escocesa centralitzada.
- Mantenir el passi pels autobusos escocesos; però elevant l'edat a poc a poc fins als 65 anys.
- Reformar la taxa del consell.

### Scottish Green Party
- Dur a terme projectes a gran escala de restauració dels ecosistemes.
- Substituir la taxa del consell per l'Impost sobre els Béns Immobles.
- Mantenir l'accés a la universitat gratuït pels estudiants escocesos.
- Tractar que s'apliqui la Justícia restaurativa al sistema judicial escocès.
- Abolir el segon pont sobre el riu Forth.

## Partits que es presentaren a les eleccions

### Es presentaren tant a Circumscripcions electorals com a Circumscripcions Regionals
Només el Partit Nacional Escocès, el Partit Laborista i el Partit Conservador presentaren candidats a totes les Circumscripcions electorals
- Scottish National Party (SNP)
- Scottish Labour Party
- Scottish Conservative Party
- Scottish Liberal Democrats - Presentaren candidats a totes les Circumscripcions excepte a Clydesdale[18]
- Partit de tots els Pensionistes Escocesos/Scottish Senior Citizens Unity Party - presentant-se a Mid Fife & Glenrothes i a Motherwell & Wishaw
- Partit Cristià Escocès - Es presenta a Inverness & Nairn and Motherwell & Wishaw
- Partit Lliberal - Es presenta a Argyll & Bute
- National Front - Es presenta a Aberdeen Central, Aberdeen Donside, Aberdeen South & North Kincardine, Almond Valley, Linlithgow i només a la regió de North East Scotland
- Partit de la Independència del Regne Unit (UKIP) - Es presentà a Inverness & Nairn, Moray iNorth East Fife

### Presenten candidatures només al vot regional
- Scottish Green Party
- Solidarity - totes les regions excepte la de Glasgow
- Respect Party 'Coalition No a les retallades'- només a Glasgow[19]
- Partit Socialista Escocès
- Partit Nacional Britànic (BNP)
- Socialist Labour Party
- Scottish Homeland Party[20] - es presenta a Glasgow i Central regions
- Partit Pirata
- Partit Unionista Escocès
- Aliança de la gent Cristiana
- Ban Bankers Bonuses[21] - es presentaren a les regions de les Highlands and Islands i West of Scotland.

### Candidatures només a circumscripcions electorals
- Partit Comunista de Bretanya - Es presenta a Glasgow Anniesland
- Partit de la terra Arxivat 2012-02-12 a Wayback Machine. - Es presenta a Cowdenbeath

## Enquestes d'opinió
Dos mesos abans de les eleccions les enquestes donaven un avantatge de dos dígits al labour sobre els seus competidors de l'SNP, d'un 44% sobre el 29% de l'SNP. Des d'aleshores el suport a l'SNP començà a créixer perquè els escocesos rebutjaven la posició dels laboristes de "no canvi" per Escòcia i la nefasta aliança del partit amb els tories, fins que les enquestes de l'abril mostraren un clar empat entre el labour i el partit d'Alex Salmond. Ja les últimes enquestes mostraren una clara victòria per l'SNP traient 11 punts d'avantatge al Labour.

## Resultats

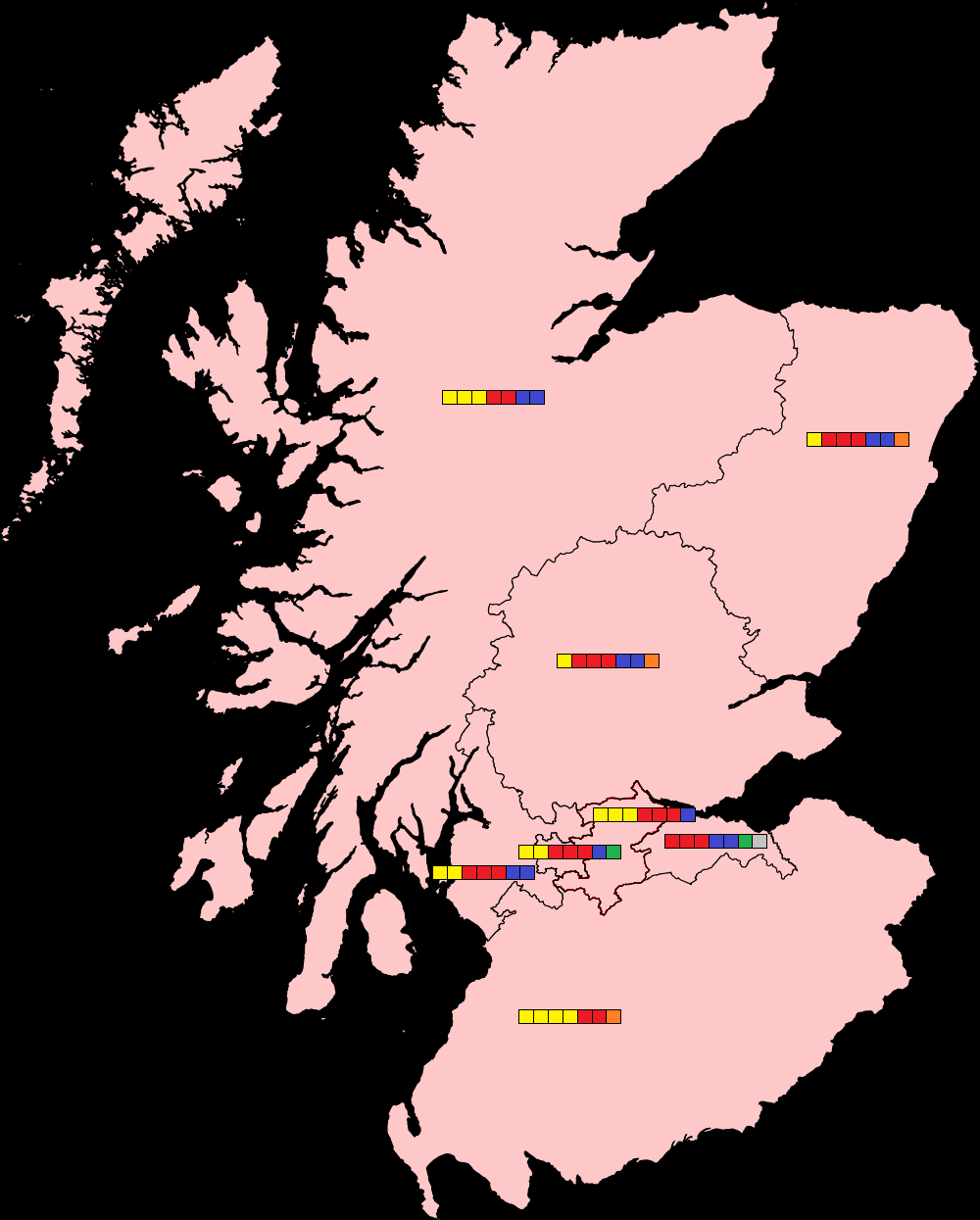
Membres escollits a cada regió electoral emprant el sistema del vot addicional.

Amb la clara i contundent victoria del SNP s'inaugura la primera legislatura d'un govern en majoria al Parlament Escocès (essent el SNP els primers). Els nacionalistes obtingueren setze escons dels Laboristes escocesos, molts dels quals havien sigut antics feus; malgrat tot el seu líder, Iain Gray pogué mantenir el seu escó a East Lothian per un estret marge de tan sols 151 vots. Els liberals demòcrates cediren 8 escons més a favor de l'SNP i n'obtingueren un més dels conservadors. Donat el fet que el Partit Nacional Escocès havia guanyat le eleccions per majoria tindrien suficient suport al Parlament Escocès com per celebrar un referèndum per la independència.
S'atreu la desfeta dels laboristes a diversos factors: Els laboristes feren companya contra l'aliança dels Lib-Dem amb els tories a Westminster; així doncs molts votants liberal demòcrates en comptes de votar al partit de Tavish Scott votà pels sobiranistes i no als laboristes com ells es pensaven. Na Jackie Baillie comparà els resultats laboristes amb el de les eleccions del 1983 Iain Gray announced his intention to resign as leader of the Labour group of MSPs in the autumn.
Els resultats connoten una derrota contundent per als Liberal Demòcrates; no obtenen cap escó a les circumscripcions electorals excepte a les illes; fins i tot 25 dels seus candidats no obtenen ni el 5% dels vots de la seva circumscripció.
En Tavish Scott considerà que els seus resultats es veieren afectats pel pacte de govern amb el govern de David Cameron Dos dies després renuncià al càrrec dins el partit.
Pels conservadors el cop més dur suposa la pèrdua de l'escó per les Edinburgh Pentlands a favor de l'SNP. Era l'escó que ocupava el seu antic líder David McLetchie. Ara bé, McLethie és escollit a la llista regional de Lothian. Els conservadors només perden 5 escons i la seva líder assevera que la seva base electoral es manté ferma. El primer ministre del Regne Unit; en David Cameron felicita a l'SNP pels seus resultats però promet que farà campanya contra la independència.
En George Galloway sota el lema no a les retallades no obté prou vots per a ser escollit per la llista regional de Glasgow. Finalment els verds obtenen dos escons, inclòs el del seu líder Patrick Harvie. I na Margo MacDonald revalida el seu escó com a independent a la llista regional de Lothian.
Eleccions generals escoceses, 2011
|  | SNP                                                                            | 902,915   | 45.39  | +12.46 | 53 | +32 | 876,421   | 44.04  | +13.03 | 16 | −9  | 69  | +23 | 53.49  |
|  | SLP                                                                            | 630,461   | 31.69  | −0.45  | 15 | −20 | 523,559   | 26.31  | −2.85  | 22 | +13 | 37  | −7  | 28.68  |
|  | SCP                                                                            | 276,652   | 13.91  | −2.69  | 3  | −3  | 245,967   | 12.36  | −1.55  | 12 | −2  | 15  | −5  | 11.63  |
|  | Liberal Demòcrates                                                             | 157,714   | 7.93   | −8.25  | 2  | −9  | 103,472   | 5.20   | −6.10  | 3  | −3  | 5   | −12 | 3.88   |
|  | Verds                                                                          | —         | —      | —      | —  | —   | 87,060    | 4.38   | +0.33  | 2  | +1  | 2   | +1  | 1.55   |
|  | Independent                                                                    | 12,357    | 0.62   | −0.62  | 0  | ±0  | 22,306    | 1.12   | +0.08  | 1  | ±0  | 1   | ±0  | 0.78   |
|  | Scottish Senior Citizens                                                       | 1,618     | 0.08   | ±0.00  | 0  | ±0  | 33,253    | 1.67   | −0.23  | 0  | ±0  | 0   | ±0  | 0.00   |
|  | UKIP                                                                           | 2,508     | 0.13   | +0.13  | 0  | ±0  | 18,138    | 0.91   | +0.51  | 0  | ±0  | 0   | ±0  | 0.00   |
|  | Socialist Labour                                                               | —         | —      | —      | —  | —   | 16,847    | 0.85   | +0.15  | 0  | ±0  | 0   | ±0  | 0.00   |
|  | Partit Cristià                                                                 | 1,193     | 0.06   | −0.17  | 0  | ±0  | 16,466    | 0.83   | −0.47  | 0  | ±0  | 0   | ±0  | 0.00   |
|  | BNP                                                                            | —         | —      | —      | —  | —   | 15,580    | 0.78   | −0.42  | 0  | ±0  | 0   | ±0  | 0.00   |
|  | [[Partit Socialista Escocès\|Plantilla:Partit Socialista Escocès/meta/sigles]] | —         | —      | —      | —  | —   | 8,272     | 0.42   | −0.21  | 0  | ±0  | 0   | ±0  | 0.00   |
|  | Respect                                                                        | —         | —      | —      | —  | —   | 6,972     | 0.35   | +0.35  | 0  | ±0  | 0   | ±0  | 0.00   |
|  | Unionistes Escocesos                                                           | —         | —      | —      | —  | —   | 3,002     | 0.15   | −0.06  | 0  | ±0  | 0   | ±0  | 0.00   |
|  | Ban Bankers Bonuses                                                            | —         | —      | —      | —  | —   | 2,968     | 0.15   | +0.15  | 0  | ±0  | 0   | ±0  | 0.00   |
|  | Solidaritat                                                                    | —         | —      | —      | —  | —   | 2,837     | 0.14   | −1.38  | 0  | ±0  | 0   | ±0  | 0.00   |
|  | Partit Lliberal                                                                | 436       | 0.02   | +0.02  | 0  | ±0  | 2,393     | 0.12   | +0.12  | 0  | ±0  | 0   | ±0  | 0.00   |
|  | Pirates                                                                        | —         | —      | —      | —  | —   | 1,431     | 0.07   | +0.07  | 0  | ±0  | 0   | ±0  | 0.00   |
|  | Gent Cristiana                                                                 | —         | —      | —      | —  | —   | 1,191     | 0.06   | −0.66  | 0  | ±0  | 0   | ±0  | 0.00   |
|  | National Front                                                                 | 1,515     | 0.08   | +0.08  | 0  | ±0  | 640       | 0.03   | +0.03  | 0  | ±0  | 0   | ±0  | 0.00   |
|  | Scotland Homeland Party                                                        | —         | —      | —      | —  | —   | 620       | 0.03   | +0.03  | 0  | ±0  | 0   | ±0  | 0.00   |
|  | Angus Independents Representatives                                             | 1,321     | 0.07   | +0.07  | 0  | ±0  | 471       | 0.02   | +0.02  | 0  | ±0  | 0   | ±0  | 0.00   |
|  | Land Party                                                                     | 276       | 0.01   | +0.01  | 0  | ±0  | —         | —      | —      | —  | —   | 0   | ±0  | 0.00   |
|  | Comunistes                                                                     | 256       | 1.1    | +0.01  | 0  | ±0  | —         | —      | —      | —  | —   | 0   | ±0  | 0.00   |
|  | Total                                                                          | 1,989,222 | 100.00 | —      | 73 | ±0  | 1,991,051 | 100.00 | —      | 56 | ±0  | 129 | ±0  | 100.00 |

- Participació: 50%

### Vots Obtinguts
| \| Vot circumscripcions electoral \| Vot circumscripcions electoral \| Vot circumscripcions electoral \| Vot circumscripcions electoral \| Vot circumscripcions electoral \| \| ------------------------------ \| ------------------------------ \| ------------------------------ \| ------------------------------ \| ------------------------------ \| \| \| \| \| \| \| \| Scottish National Party \| Scottish National Party \| \| 45.39% \| 45.39% \| \| Scottish Labour Party \| Scottish Labour Party \| \| 31.69% \| 31.69% \| \| Scottish Conservative Party \| Scottish Conservative Party \| \| 13.91% \| 13.91% \| \| Scottish Liberal Democrats \| Scottish Liberal Democrats \| \| 7.93% \| 7.93% \| \| Altres \| Altres \| \| 1.1% \| 1.1% \| \| Independents \| Independents \| \| 0.4% \| 0.4% \| |                             |  |        |        |
| Vot circumscripcions electoral |                             |  |        |        |
| |                             |  |        |        |
| Scottish National Party | Scottish National Party     |  | 45.39% | 45.39% |
| Scottish Labour Party | Scottish Labour Party       |  | 31.69% | 31.69% |
| Scottish Conservative Party | Scottish Conservative Party |  | 13.91% | 13.91% |
| Scottish Liberal Democrats | Scottish Liberal Democrats  |  | 7.93%  | 7.93%  |
| Altres | Altres                      |  | 1.1%   | 1.1%   |
| Independents | Independents                |  | 0.4%   | 0.4%   |

| \| Vot regions electorals \| Vot regions electorals \| Vot regions electorals \| Vot regions electorals \| Vot regions electorals \| \| --------------------------- \| --------------------------- \| ---------------------- \| ---------------------- \| ---------------------- \| \| \| \| \| \| \| \| Scottish National Party \| Scottish National Party \| \| 44% \| 44% \| \| Scottish Labour Party \| Scottish Labour Party \| \| 26.3% \| 26.3% \| \| Scottish Conservative Party \| Scottish Conservative Party \| \| 12.4% \| 12.4% \| \| Scottish Liberal Democrats \| Scottish Liberal Democrats \| \| 5.2% \| 5.2% \| \| Altres \| Altres \| \| 7.72% \| 7.72% \| \| Scottish Green Party \| Scottish Green Party \| \| 4.38% \| 4.38% \| |                             |  |       |       |
| Vot regions electorals |                             |  |       |       |
| |                             |  |       |       |
| Scottish National Party | Scottish National Party     |  | 44%   | 44%   |
| Scottish Labour Party | Scottish Labour Party       |  | 26.3% | 26.3% |
| Scottish Conservative Party | Scottish Conservative Party |  | 12.4% | 12.4% |
| Scottish Liberal Democrats | Scottish Liberal Democrats  |  | 5.2%  | 5.2%  |
| Altres | Altres                      |  | 7.72% | 7.72% |
| Scottish Green Party | Scottish Green Party        |  | 4.38% | 4.38% |

### Constituency and regional summary

#### Central Scotland
|  | Airdrie and Shotts                | Alex Neil          | SNP guanyat als SLP |
|  | Coatbridge and Chryston           | Elaine Smith       | SLP mantingut       |
|  | Cumbernauld and Kilsyth           | Jamie Hepburn      | SNP guanyat als SLP |
|  | East Kilbride                     | Linda Fabiani      | SNP guanyat als SLP |
|  | Falkirk East                      | Angus MacDonald    | SNP guanyat als SLP |
|  | Falkirk West                      | Michael Matheson   | SNP mantingut       |
|  | Hamilton, Larkhall and Stonehouse | Christina McKelvie | SNP guanyat als SLP |
|  | Motherwell and Wishaw             | John Pentland      | SLP mantingut       |
|  | Uddingston and Bellshill          | Michael McMahon    | SLP mantingut       |

| Eleccions al parlament Escocès de 2011: Central Scotland | Eleccions al parlament Escocès de 2011: Central Scotland | Eleccions al parlament Escocès de 2011: Central Scotland | Eleccions al parlament Escocès de 2011: Central Scotland | Eleccions al parlament Escocès de 2011: Central Scotland | Eleccions al parlament Escocès de 2011: Central Scotland | Eleccions al parlament Escocès de 2011: Central Scotland | Eleccions al parlament Escocès de 2011: Central Scotland |
| Partit                                                   | Partit                                                   | Candidats escollits                                      | Escons                                                   | +/−                                                      | Vots                                                     | %                                                        | +/−%                                                     |
| -------------------------------------------------------- | -------------------------------------------------------- | -------------------------------------------------------- | -------------------------------------------------------- | -------------------------------------------------------- | -------------------------------------------------------- | -------------------------------------------------------- | -------------------------------------------------------- |
|                                                          | SNP                                                      | Richard Lyle John Wilson Claire Adamson                  | 3                                                        | -2                                                       | 108,261                                                  | 46,4%                                                    | +15,5%                                                   |
|                                                          | SLP                                                      | Siobhan McMahon Mark Griffin Margaret McCulloch          | 3                                                        | +3                                                       | 82,459                                                   | 35,3%                                                    | −4,6%                                                    |
|                                                          | SCP                                                      | Margaret Mitchell                                        | 1                                                        | ±0                                                       | 14,870                                                   | 6,4%                                                     | −1,9%                                                    |
|                                                          | Liberal Demòcrates                                       |                                                          | 0                                                        | -1                                                       | 3,318                                                    | 1,4%                                                     | −3,8%                                                    |

#### Glasgow
|  | Glasgow Anniesland              | Bill Kidd         | SNP guanyat als SLP |
|  | Glasgow Cathcart                | James Dornan      | SNP guanyat als SLP |
|  | Glasgow Kelvin                  | Sandra White      | SNP guanyat als SLP |
|  | Glasgow Maryhill and Springburn | Patricia Ferguson | SLP mantingut       |
|  | Glasgow Pollok                  | Johann Lamont     | SLP mantingut       |
|  | Glasgow Provan                  | Paul Martin       | SLP mantingut       |
|  | Glasgow Shettleston             | John Mason        | SNP guanyat als SLP |
|  | Glasgow Southside               | Nicola Sturgeon   | SNP guanyat als SLP |
|  | Rutherglen                      | James Kelly       | SLP mantingut       |

| Eleccions al parlament Escocès de 2011: Glasgow | Eleccions al parlament Escocès de 2011: Glasgow | Eleccions al parlament Escocès de 2011: Glasgow | Eleccions al parlament Escocès de 2011: Glasgow | Eleccions al parlament Escocès de 2011: Glasgow | Eleccions al parlament Escocès de 2011: Glasgow | Eleccions al parlament Escocès de 2011: Glasgow | Eleccions al parlament Escocès de 2011: Glasgow |
| Partit                                          | Partit                                          | Candidats escollits                             | Escons                                          | +/−                                             | Vots                                            | %                                               | +/−%                                            |
| ----------------------------------------------- | ----------------------------------------------- | ----------------------------------------------- | ----------------------------------------------- | ----------------------------------------------- | ----------------------------------------------- | ----------------------------------------------- | ----------------------------------------------- |
|                                                 | SNP                                             | Humza Yousaf Bob Doris                          | 2                                               | -3                                              | 83,109                                          | 39,8%                                           | +12,8%                                          |
|                                                 | SLP                                             | Hanzala Malik Drew Smith Anne McTaggart         | 3                                               | +3                                              | 73,031                                          | 35,0%                                           | −3,3%                                           |
|                                                 | SCP                                             | Ruth Davidson                                   | 1                                               | ±0                                              | 12,749                                          | 6,1%                                            | −0,6%                                           |
|                                                 | Verds                                           | Patrick Harvie                                  | 1                                               | +1                                              | 12,454                                          | 6,0%                                            | +0,6%                                           |
|                                                 | Liberal Demòcrates                              |                                                 | 0                                               | -1                                              | 5,312                                           | 2,5%                                            | −4,6%                                           |

#### Highlands i les Illes
|  | Argyll & Bute                | Michael Russell  | SNP mantingut                      |
|  | Caithness, Sutherland & Ross | Rob Gibson       | SNP guanyat als Liberal Demòcrates |
|  | Inverness & Nairn            | Fergus Ewing     | SNP mantingut                      |
|  | Moray                        | Richard Lochhead | SNP mantingut                      |
|  | Na h-Eileanan an Iar         | Alasdair Allan   | SNP mantingut                      |
|  | Orkney                       | Liam McArthur    | Liberal Demòcrates mantingut       |
|  | Shetland                     | Tavish Scott     | Liberal Demòcrates mantingut       |
|  | Skye, Lochaber & Badenoch    | Dave Thompson    | SNP guanyat als Liberal Demòcrates |

| Eleccions al parlament Escocès de 2011: Highlands and Islands | Eleccions al parlament Escocès de 2011: Highlands and Islands | Eleccions al parlament Escocès de 2011: Highlands and Islands | Eleccions al parlament Escocès de 2011: Highlands and Islands | Eleccions al parlament Escocès de 2011: Highlands and Islands | Eleccions al parlament Escocès de 2011: Highlands and Islands | Eleccions al parlament Escocès de 2011: Highlands and Islands | Eleccions al parlament Escocès de 2011: Highlands and Islands |
| Partit                                                        | Partit                                                        | Candidats escollits                                           | Escons                                                        | +/−                                                           | Vots                                                          | %                                                             | +/−%                                                          |
| ------------------------------------------------------------- | ------------------------------------------------------------- | ------------------------------------------------------------- | ------------------------------------------------------------- | ------------------------------------------------------------- | ------------------------------------------------------------- | ------------------------------------------------------------- | ------------------------------------------------------------- |
|                                                               | SNP                                                           | John Finnie Jean Urquhart Mike MacKenzie                      | 3                                                             | +1                                                            | 85,028                                                        | 47,5%                                                         | +13,1%                                                        |
|                                                               | SLP                                                           | Rhoda Grant David Stewart                                     | 2                                                             | -1                                                            | 25,884                                                        | 14,5%                                                         | −3,2%                                                         |
|                                                               | SCP                                                           | Jamie McGrigor Mary Scanlon                                   | 2                                                             | ±0                                                            | 20,843                                                        | 11,6%                                                         | −0,8%                                                         |

#### Lothian
|  | Almond Valley                  | Angela Constance | SNP mantingut                      |
|  | Edinburgh Central              | Marco Biagi      | SNP guanyat als SLP                |
|  | Edinburgh Eastern              | Kenny MacAskill  | SNP mantingut                      |
|  | Edinburgh Northern and Leith   | Malcolm Chisholm | SLP mantingut                      |
|  | Edinburgh Pentlands            | Gordon MacDonald | SNP guanyat als SCP                |
|  | Edinburgh Southern             | Jim Eadie        | SNP guanyat als Liberal Demòcrates |
|  | Edinburgh Western              | Colin Keir       | SNP guanyat als Liberal Demòcrates |
|  | Linlithgow                     | Fiona Hyslop     | SNP guanyat als SLP                |
|  | Midlothian North & Musselburgh | Colin Beattie    | SNP guanyat als SLP                |

| Eleccions al parlament Escocès de 2011: Lothian | Eleccions al parlament Escocès de 2011: Lothian | Eleccions al parlament Escocès de 2011: Lothian | Eleccions al parlament Escocès de 2011: Lothian | Eleccions al parlament Escocès de 2011: Lothian | Eleccions al parlament Escocès de 2011: Lothian | Eleccions al parlament Escocès de 2011: Lothian | Eleccions al parlament Escocès de 2011: Lothian |
| Partit                                          | Partit                                          | Candidats escollits                             | Escons                                          | +/−                                             | Vots                                            | %                                               | +/−%                                            |
| ----------------------------------------------- | ----------------------------------------------- | ----------------------------------------------- | ----------------------------------------------- | ----------------------------------------------- | ----------------------------------------------- | ----------------------------------------------- | ----------------------------------------------- |
|                                                 | SNP                                             |                                                 | 0                                               | -3                                              | 110,953                                         | 39,2%                                           | +12,9%                                          |
|                                                 | SLP                                             | Sarah Boyack Kezia Dugdale Neil Findlay         | 3                                               | +2                                              | 70,544                                          | 24,9%                                           | −1,3%                                           |
|                                                 | SCP                                             | David McLetchie Gavin Brown                     | 2                                               | +1                                              | 33,019                                          | 11,7%                                           | −1,5%                                           |
|                                                 | Verds                                           | Alison Johnstone                                | 1                                               | ±0                                              | 21,505                                          | 7,6%                                            | +0,5%                                           |
|                                                 | Independent                                     | Margo MacDonald                                 | 1                                               | ±0                                              | 18,732                                          | 6,6%                                            | +0,0%                                           |

#### Mid Scotland and Fife
|  | Clackmannanshire & Dunblane      | Keith Brown         | SNP mantingut                      |
|  | Cowdenbeath                      | Helen Eadie         | SLP mantingut                      |
|  | Dunfermline                      | Bill Walker         | SNP guanyat als Liberal Demòcrates |
|  | Fife North East                  | Roderick Campbell   | SNP guanyat als Liberal Demòcrates |
|  | Kirkcaldy                        | David Torrance      | SNP guanyat als SLP                |
|  | Mid Fife & Glenrothes            | Tricia Marwick      | SNP mantingut                      |
|  | Perthshire North                 | John Swinney        | SNP mantingut                      |
|  | Perthshire South & Kinross-shire | Roseanna Cunningham | SNP mantingut                      |
|  | Stirling                         | Bruce Crawford      | SNP guanyat als SLP                |

| Eleccions al parlament Escocès de 2011: Mid Scotland and Fife | Eleccions al parlament Escocès de 2011: Mid Scotland and Fife | Eleccions al parlament Escocès de 2011: Mid Scotland and Fife | Eleccions al parlament Escocès de 2011: Mid Scotland and Fife | Eleccions al parlament Escocès de 2011: Mid Scotland and Fife | Eleccions al parlament Escocès de 2011: Mid Scotland and Fife | Eleccions al parlament Escocès de 2011: Mid Scotland and Fife | Eleccions al parlament Escocès de 2011: Mid Scotland and Fife |
| Partit                                                        | Partit                                                        | Candidats escollits                                           | Escons                                                        | +/−                                                           | Vots                                                          | %                                                             | +/−%                                                          |
| ------------------------------------------------------------- | ------------------------------------------------------------- | ------------------------------------------------------------- | ------------------------------------------------------------- | ------------------------------------------------------------- | ------------------------------------------------------------- | ------------------------------------------------------------- | ------------------------------------------------------------- |
|                                                               | SNP                                                           | Annabelle Ewing                                               | 1                                                             | ±0                                                            | 116,691                                                       | 45,2%                                                         | +12,7%                                                        |
|                                                               | SLP                                                           | John Park Claire Brennan-Baker Richard Simpson                | 3                                                             | 0                                                             | 64,623                                                        | 25,0%                                                         | -2,1%                                                         |
|                                                               | SCP                                                           | Murdo Fraser Elizabeth Smith                                  | 2                                                             | -1                                                            | 36,458                                                        | 14,1%                                                         | -1,5%                                                         |
|                                                               | Liberal Demòcrates                                            | Willie Rennie                                                 | 1                                                             | +1                                                            | 15,103                                                        | 5,9%                                                          | -7,7%                                                         |

#### North East Scotland
|  | Aberdeen Central                  | Kevin Stewart     | SNP mantingut                      |
|  | Aberdeen Donside                  | Brian Adam        | SNP mantingut                      |
|  | Aberdeen South & North Kincardine | Maureen Watt      | SNP guanyat als Liberal Demòcrates |
|  | Aberdeenshire East                | Alex Salmond      | SNP mantingut                      |
|  | Aberdeenshire West                | Dennis Robertson  | SNP guanyat als Liberal Demòcrates |
|  | Angus North & Mearns              | Nigel Don         | SNP mantingut                      |
|  | Angus South                       | Graeme Dey        | SNP mantingut                      |
|  | Banffshire & Buchan Coast         | Stewart Stevenson | SNP mantingut                      |
|  | Dundee City East                  | Shona Robison     | SNP mantingut                      |
|  | Dundee City West                  | Joe Fitzpatrick   | SNP mantingut                      |

| Eleccions al parlament Escocès de 2011: North East Scotland | Eleccions al parlament Escocès de 2011: North East Scotland | Eleccions al parlament Escocès de 2011: North East Scotland | Eleccions al parlament Escocès de 2011: North East Scotland | Eleccions al parlament Escocès de 2011: North East Scotland | Eleccions al parlament Escocès de 2011: North East Scotland | Eleccions al parlament Escocès de 2011: North East Scotland | Eleccions al parlament Escocès de 2011: North East Scotland |
| Partit                                                      | Partit                                                      | Candidats escollits                                         | Escons                                                      | +/−                                                         | Vots                                                        | %                                                           | +/−%                                                        |
| ----------------------------------------------------------- | ----------------------------------------------------------- | ----------------------------------------------------------- | ----------------------------------------------------------- | ----------------------------------------------------------- | ----------------------------------------------------------- | ----------------------------------------------------------- | ----------------------------------------------------------- |
|                                                             | SNP                                                         | Mark McDonald                                               | 1                                                           | ±0                                                          | 140,749                                                     | 52,7%                                                       | +12,2%                                                      |
|                                                             | SLP                                                         | Richard Baker Jenny Marra Lewis MacDonald                   | 3                                                           | ±0                                                          | 43,893                                                      | 16,4%                                                       | -3,2%                                                       |
|                                                             | SCP                                                         | Alex Johnstone Nanette Milne                                | 2                                                           | ±0                                                          | 31,681                                                      | 14,1%                                                       | -1,1%                                                       |
|                                                             | Liberal Demòcrates                                          | Alison McInnes                                              | 1                                                           | ±0                                                          | 18,178                                                      | 6,8%                                                        | −8,4%                                                       |

#### South Scotland
|  | Ayr                                        | John Scott        | SCP mantingut       |
|  | Carrick, Cumnock and Doon Valley           | Adam Ingram       | SNP guanyat als SLP |
|  | Clydesdale                                 | Aileen Campbell   | SNP guanyat als SLP |
|  | Dumfriesshire                              | Elaine Murray     | SLP mantingut       |
|  | East Lothian                               | Iain Gray         | SLP mantingut       |
|  | Ettrick, Roxburgh and Berwickshire         | John Lamont       | SCP mantingut       |
|  | Galloway and West Dumfries                 | Alex Fergusson    | SCP mantingut       |
|  | Kilmarnock and Irvine Valley               | Willie Coffey     | SNP mantingut       |
|  | Midlothian South, Tweeddale and Lauderdale | Christine Grahame | SNP mantingut       |

| Eleccions al parlament Escocès de 2011: South Scotland | Eleccions al parlament Escocès de 2011: South Scotland | Eleccions al parlament Escocès de 2011: South Scotland  | Eleccions al parlament Escocès de 2011: South Scotland | Eleccions al parlament Escocès de 2011: South Scotland | Eleccions al parlament Escocès de 2011: South Scotland | Eleccions al parlament Escocès de 2011: South Scotland | Eleccions al parlament Escocès de 2011: South Scotland |
| Partit                                                 | Partit                                                 | Candidats escollits                                     | Escons                                                 | +/−                                                    | Vots                                                   | %                                                      | +/−%                                                   |
| ------------------------------------------------------ | ------------------------------------------------------ | ------------------------------------------------------- | ------------------------------------------------------ | ------------------------------------------------------ | ------------------------------------------------------ | ------------------------------------------------------ | ------------------------------------------------------ |
|                                                        | SNP                                                    | Joan McAlpine Aileen McLeod Paul Wheelhouse Chic Brodie | 4                                                      | -1                                                     | 114,270                                                | 40,96%                                                 | +12.4                                                  |
|                                                        | SLP                                                    | Claudia Beamish Graeme Pearson                          | 2                                                      | +2                                                     | 70,596                                                 | 25,3%                                                  | -3.5                                                   |
|                                                        | SCP                                                    |                                                         | 0                                                      | -1                                                     | 54,352                                                 | 19,48%                                                 | -2.8                                                   |
|                                                        | Liberal Demòcrates                                     | Jim Hume                                                | 1                                                      | ±0                                                     | 15,096                                                 | 5,41%                                                  | -4.5                                                   |

#### West Scotland
|  | Clydebank & Milngavie     | Gil Paterson     | SNP guanyat als SLP |
|  | Cunninghame North         | Kenneth Gibson   | SNP mantingut       |
|  | Cunninghame South         | Margaret Burgess | SNP guanyat als SLP |
|  | Dumbarton                 | Jackie Baillie   | SLP mantingut       |
|  | Eastwood                  | Ken Macintosh    | SLP guanyat als SCP |
|  | Paisley                   | George Adam      | SNP guanyat als SLP |
|  | Renfrewshire North & West | Derek MacKay     | SNP guanyat als SLP |
|  | Renfrewshire South        | Hugh Henry       | SLP mantingut       |
|  | Strathkelvin & Bearsden   | Fiona McLeod     | SNP guanyat als SLP |

| Eleccions al parlament Escocès de 2011: West of Scotland | Eleccions al parlament Escocès de 2011: West of Scotland | Eleccions al parlament Escocès de 2011: West of Scotland | Eleccions al parlament Escocès de 2011: West of Scotland | Eleccions al parlament Escocès de 2011: West of Scotland | Eleccions al parlament Escocès de 2011: West of Scotland | Eleccions al parlament Escocès de 2011: West of Scotland | Eleccions al parlament Escocès de 2011: West of Scotland |
| Partit                                                   | Partit                                                   | Candidats escollits                                      | Escons                                                   | +/−                                                      | Vots                                                     | %                                                        | +/−%                                                     |
| -------------------------------------------------------- | -------------------------------------------------------- | -------------------------------------------------------- | -------------------------------------------------------- | -------------------------------------------------------- | -------------------------------------------------------- | -------------------------------------------------------- | -------------------------------------------------------- |
|                                                          | SNP                                                      | Stewart Maxwell Stuart McMillan                          | 4                                                        | -2                                                       | 117,306                                                  | 41,5%                                                    | +13%                                                     |
|                                                          | SLP                                                      | Mary Fee Neil Bibby Margaret McDougall                   | 3                                                        | +3                                                       | 92,530                                                   | 32,8%                                                    | -1,8%                                                    |
|                                                          | SCP                                                      | Annabel Goldie Jackson Carlaw                            | 2                                                        | ±0                                                       | 35,955                                                   | 12,7%                                                    | -2,0%                                                    |
|                                                          | Liberal Demòcrates                                       |                                                          | 0                                                        | -1                                                       | 9,148                                                    | 3,2%                                                     | -4,9%                                                    |

## Principals objectius dels partits majoritaris
Heus aquí una llista de les circumscripcions electorals amb una diferència menor al 5% de vots per tal que un altre partit ocupés l'escó en comparació als resultats de 2007. Atés que la contesa electoral s'inicia amb canvis a les delimitacions de les circumscripcions aquestes dades són només referencials.

### Objectius del Partit Nacional Escocès (SNP)
| Classificació | Constituency                      | Partit que obtingué l'escó el 2007 | Partit que obtingué l'escó el 2007 | % de canvi per guanyar | Resultat de l'SNP el 2007 | Resultat          |
| ------------- | --------------------------------- | ---------------------------------- | ---------------------------------- | ---------------------- | ------------------------- | ----------------- |
| 1             | Glasgow Southside                 |                                    | SLP                                | 0.07                   | 2n                        | l'obté l'SNP      |
| 2             | Linlithgow                        |                                    | SLP                                | 0.45                   | 2n                        | l'obté l'SNP      |
| 3             | Stirling                          |                                    | SLP                                | 0.61                   | 2n                        | l'obté l'SNP      |
| 4             | Edinburgh Eastern                 |                                    | SLP                                | 0.80                   | 2n                        | l'obté l'SNP      |
| 5             | Airdrie and Shotts                |                                    | SLP                                | 1.32                   | 2n                        | l'obté l'SNP      |
| 6             | Clydesdale                        |                                    | SLP                                | 1.85                   | 2n                        | l'obté l'SNP      |
| 7             | Glasgow Kelvin                    |                                    | SLP                                | 2.23                   | 2n                        | l'obté l'SNP      |
| 8             | Midlothian North & Musselburgh    |                                    | SLP                                | 2.59                   | 2n                        | l'obté l'SNP      |
| 9             | Dumbarton                         |                                    | SLP                                | 2.64                   | 2n                        | Labour manté      |
| 10            | Falkirk East                      |                                    | SLP                                | 3.05                   | 2n                        | l'obté l'SNP      |
| 11            | East Lothian                      |                                    | SLP                                | 3.76                   | 2n                        | Labour manté      |
| 12            | East Kilbride                     |                                    | SLP                                | 3.78                   | 2n                        | l'obté l'SNP      |
| 13            | Glasgow Cathcart                  |                                    | SLP                                | 3.50                   | 2n                        | l'obté l'SNP      |
| 14            | Edinburgh Northern & Leith        |                                    | SLP                                | 3.63                   | 2n                        | Labour manté      |
| 15            | Aberdeen South & North Kincardine |                                    | Liberal Demòcrates                 | 3.66                   | 2n                        | l'obté l'SNP      |
| 16            | Galloway & West Dumfries          |                                    | SCP                                | 3.84                   | 2n                        | Conservador manté |
| 17            | Cumbernauld & Kilsyth             |                                    | SLP                                | 3.94                   | 2n                        | l'obté l'SNP      |
| 18            | Edinburgh Central                 |                                    | Liberal Demòcrates                 | 4.05                   | 3r                        | l'obté l'SNP      |
| 19            | Caithness, Sutherland & Ross      |                                    | Liberal Demòcrates                 | 4.28                   | 2n                        | l'obté l'SNP      |
| 20            | Edinburgh Pentlands               |                                    | SCP                                | 4.49                   | 3r                        | l'obté l'SNP      |
| 21            | Dunfermline                       |                                    | Liberal Demòcrates                 | 4.55                   | 3r                        | l'obté l'SNP      |
| 22            | Cunninghame South                 |                                    | SLP                                | 4.61                   | 2n                        | l'obté l'SNP      |

| Classificació | Constituency                     | Partit que obtingué l'escó el 2007 | Partit que obtingué l'escó el 2007 | % de canvi per guanyar | Resultat dels Conservadors el 2007 | Resultat  |
| ------------- | -------------------------------- | ---------------------------------- | ---------------------------------- | ---------------------- | ---------------------------------- | --------- |
| 1             | Perthshire South & Kinross-shire |                                    | SNP                                | 2.23                   | 2n                                 | SNP manté |

| Classificació | Constituency                | Partit que obtingué l'escó el 2007 | Partit que obtingué l'escó el 2007 | % de canvi per guanyar | Resultat del Labour el 2007 | Resultat      |
| ------------- | --------------------------- | ---------------------------------- | ---------------------------------- | ---------------------- | --------------------------- | ------------- |
| 1             | Almond Valley               |                                    | SNP                                | 0.007                  | 2nd                         | SNP manté     |
| 2             | Cunninghame North           |                                    | SNP                                | 0.07                   | 2n                          | SNP manté     |
| 3             | Dunfermline                 |                                    | Liberal Demòcrates                 | 0.14                   | 2n                          | guanya l'SNP  |
| 4             | Aberdeen Central            |                                    | SNP                                | 0.69                   | 2n                          | SNP manté     |
| 5             | Dumfriesshire               |                                    | SNP                                | 1.05                   | 2n                          | Labour l'obté |
| 6             | Edinburgh Central           |                                    | Liberal Demòcrates                 | 1.28                   | 2n                          | SNP l'obté    |
| 7             | Falkirk West                |                                    | SNP                                | 1.28                   | 2n                          | SNP manté     |
| 8             | Clackmannanshire & Dunblane |                                    | SNP                                | 1.39                   | 2n                          | SNP manté     |
| 9             | Kilmarnock & Irvine Valley  |                                    | SNP                                | 2.01                   | 2n                          | SNP manté     |
| 10            | Na h-Eileanan an Iar        |                                    | SNP                                | 2.52                   | 2n                          | SNP manté     |
| 11            | Dundee City West            |                                    | SNP                                | 4.22                   | 2n                          | SNP manté     |
| 12            | Edinburgh Pentlands         |                                    | SCP                                | 4.31                   | 2n                          | SNP el guanya |
| 13            | Mid Fife & Glenrothes       |                                    | SNP                                | 4.53                   | 2n                          | SNP manté     |

| Classificació | Circumscripció electoral                 | Partit que obtingué l'escó el 2007 | Partit que obtingué l'escó el 2007 | % de canvi per guanyar | Resultat Liberal Demòcrata el 2007 | Resultat     |
| ------------- | ---------------------------------------- | ---------------------------------- | ---------------------------------- | ---------------------- | ---------------------------------- | ------------ |
| 1             | Argyll & Bute                            |                                    | SNP                                | 1.41                   | 2n                                 | SNP manté    |
| 2             | Aberdeen Central                         |                                    | SNP                                | 1.70                   | 3r                                 | SNP manté    |
| 3             | Midlothian South, Tweeddale & Lauderdale |                                    | SNP                                | 1.66                   | 2n                                 | SNP manté    |
| 4             | Ettrick, Roxburgh & Berwickshire         |                                    | SCP                                | 2.61                   | 2n                                 | Con manté    |
| 5             | Edinburgh Northern and Leith             |                                    | SLP                                | 4.16                   | 3r                                 | Labour manté |

## Candidats que perden el seu escó
| Circumscripció electoral/Regió electoral            | MSP                      | Partit | Partit                       | MSP des de | Càrrec prèviament ocupat               |
| --------------------------------------------------- | ------------------------ | ------ | ---------------------------- | ---------- | -------------------------------------- |
| Airdrie and Shotts                                  | Karen Whitefield         |        | Partit Laborista Escocès     | 1999       |                                        |
| Cumbernauld and Kilsyth                             | Cathie Craigie           |        | Partit Laborista Escocès     | 1999       |                                        |
| East Kilbride                                       | Andy Kerr                |        | Partit Laborista Escocès     | 1999       | Ministre de Finances i Serveis Públics |
| Falkirk East                                        | Cathy Peattie            |        | Partit Laborista Escocès     | 1999       |                                        |
| Glasgow Anniesland                                  | Bill Butler              |        | Partit Laborista Escocès     | 2000       |                                        |
| Glasgow Cathcart                                    | Charlie Gordon           |        | Partit Laborista Escocès     | 2005       |                                        |
| Glasgow Kelvin                                      | Pauline McNeill          |        | Partit Laborista Escocès     | 1999       |                                        |
| Glasgow Shettleston                                 | Frank McAveety           |        | Partit Laborista Escocès     | 1999       | Ministre de cultura esports i turisme  |
| Kirkcaldy                                           | Marilyn Livingstone      |        | Partit Laborista Escocès     | 1999       |                                        |
| Clydesdale                                          | Karen Gillon             |        | Partit Laborista Escocès     | 1999       |                                        |
| Clydebank and Milngavie                             | Des McNulty              |        | Partit Laborista Escocès     | 1999       | Ministre d'habitatge                   |
| Cunninghame South                                   | Irene Oldfather          |        | Partit Laborista Escocès     | 1999       |                                        |
| Strathkelvin and Bearsden                           | David Whitton            |        | Partit Laborista Escocès     | 2007       |                                        |
| Edinburgh South                                     | Mike Pringle             |        | Liberal Demòcrates Escocesos | 2003       |                                        |
| North East Fife                                     | Iain Smith               |        | Liberal Demòcrates Escocesos | 1999       |                                        |
| West Aberdeenshire and Kincardine                   | Mike Rumbles             |        | Liberal Demòcrates Escocesos | 1999       |                                        |
| Glasgow                                             | Robert Brown             |        | Liberal Demòcrates Escocesos | 1999       |                                        |
| West of Scotland                                    | Ross Finnie              |        | Liberal Demòcrates Escocesos | 1999       |                                        |
| Tweeddale, Ettrick and Lauderdale                   | Jeremy Purvis            |        | Liberal Demòcrates Escocesos | 1999       |                                        |
| Edinburgh West                                      | Margaret Smith           |        | Liberal Demòcrates Escocesos | 1999       |                                        |
| Dunfermline West                                    | Jim Tolson               |        | Liberal Demòcrates Escocesos | 2007       |                                        |
| Central Scotland                                    | Hugh O'Donnell (polític) |        | Liberal Demòcrates Escocesos | 2007       |                                        |
| South of Scotland                                   | Derek Brownlee           |        | Partit Conservador Escocès   | 2005       |                                        |
| Glasgow                                             | Anne McLaughlin          |        | Partit Nacional Escocès      | 2009       |                                        |
| Lothian                                             | Shirley-Anne Somerville  |        | Partit Nacional Escocès      | 2007       |                                        |
| Lothian (was previously member in West of Scotland) | Bill Wilson              |        | Partit Nacional Escocès      | 2007       |                                        |